# Kaga, Ishikawa
Kaga (japanska: 加賀市?, Kaga-shi) är en stad i Ishikawa prefektur i Japan. Staden fick stadsrättigheter 1958.